# Patinatge de velocitat als Jocs Olímpics d'hivern de 1960 - 500 metres masculins
Als Jocs Olímpics d'Hivern de 1960 celebrats a la ciutat de Squaw Valley (Estats Units) es disputà una prova de patinatge de velocitat sobre gel sobre una distància de 500 metres en categoria masculina. La competició se celebrà el dia 24 de febrer de 1960 a les instal·lacions del Blyth Arena.

## Comitès participants
Participaren 46 patinadors de velocitat de 15 comitès nacionals diferents.
| - Alemanya (4) - Austràlia (2) - Àustria (2) - Canadà (3) - Corea del Sud (1) |  | - Estats Units (4) - Finlàndia (4) - França (2) - Itàlia (3) - Japó (4) |  | - Noruega (4) - Països Baixos (3) - Regne Unit (2) - Suècia (4) - Unió Soviètica (4) |

## Resum de medalles
| Or              | Argent      | Bronze         |
| Yevgeny Grishin | Bill Disney | Rafael Gratsch |

## Rècords
Rècords establerts anteriorment als Jocs Olímpics d'hivern de 1960.
| Rècord del món | 40.2 s | Yevgeny Grishin | Llac Misurina (ITA) | 22 de gener de 1956 |
| Rècord del món | 40.2 s | Yevgeny Grishin | Llac Misurina (ITA) | 28 de gener de 1956 |
| Rècord olímpic | 40.2 s | Yevgeny Grishin | Llac Misurina (ITA) | 28 de gener de 1956 |

## Resultats
El soviètic Yevgeny Grishin fou el primer patinador a aconseguir revalidar el seu títol olímpic en aquesta distància. En aquests jocs igualà el rècord olímpic i del món que ja posseïa.
| Posició | Patinador          | Temps      |
| ------- | ------------------ | ---------- |
| 1       | Yevgeny Grishin    | 40.2 (=RM) |
| 2       | Bill Disney        | 40.3       |
| 3       | Rafael Gratsch     | 40.4       |
| 4       | Hans Wilhelmsson   | 40.5       |
| 5       | Gennadi Voronin    | 40.7       |
| 6       | Alv Gjestvang      | 40.8       |
| 7       | Terry McDermott    | 40.9       |
| 7       | Toivo Salonen      | 40.9       |
| 9       | Fumio Nagakubo     | 41.1       |
| 10      | Henk van der Grift | 41.2       |
| 10      | Iuri Màlixev       | 41.2       |
| 10      | Eddie Rudolph      | 41.2       |
| 13      | Colin Hickey       | 41.3       |
| 14      | Hroar Elvenes      | 41.4       |
| 15      | André Kouprianoff  | 41.5       |
| 16      | Yoshitaki Hori     | 41.8       |
| 16      | Juhani Järvinen    | 41.8       |
| 18      | Raymond Gilloz     | 42.0       |
| 19      | Leo Tynkkynen      | 42.1       |
| 20      | Knut Johannesen    | 42.3       |
| 20      | Helmut Kuhnert     | 42.3       |
| 20      | Herbert Söllner    | 42.3       |
| 20      | Günther Tilch      | 42.3       |
| 24      | Nils Aaness        | 42.5       |
| 24      | Manfred Schüler    | 42.7       |
| 26      | Per-Olof Brogren   | 42.8       |
| 27      | Johnny Sands       | 42.9       |
| 28      | Wim de Graaff      | 43.0       |
| 29      | Franz Offenberger  | 43.1       |
| 30      | Olle Dahlberg      | 43.1       |
| 30      | Ralf Olin          | 43.3       |
| 32      | Mario Gios         | 43.4       |
| 33      | Jan Pesman         | 43.4       |
| 33      | Gunnar Sjölin      | 43.4       |
| 35      | Roy Tutty          | 43.5       |
| 36      | Takeo Mizoo        | 43.7       |
| 36      | Antonio Nitto      | 43.7       |
| 38      | Terry Monaghan     | 44.0       |
| 39      | Renato De Riva     | 44.1       |
| 40      | Hermann Strutz     | 44.4       |
| 41      | Larry Mason        | 44.7       |
| 42      | Jouko Jokinen      | 45.1       |
| 43      | Shinkichi Takemura | 45.9       |
| 44      | Jang Yeong         | 50.0       |
| —       | Bill Carow         | NF         |
| —       | Terry Malkin       | NF         |

RM: rècord del món
NF: no finalitzà